# Grupa Żurawnicy

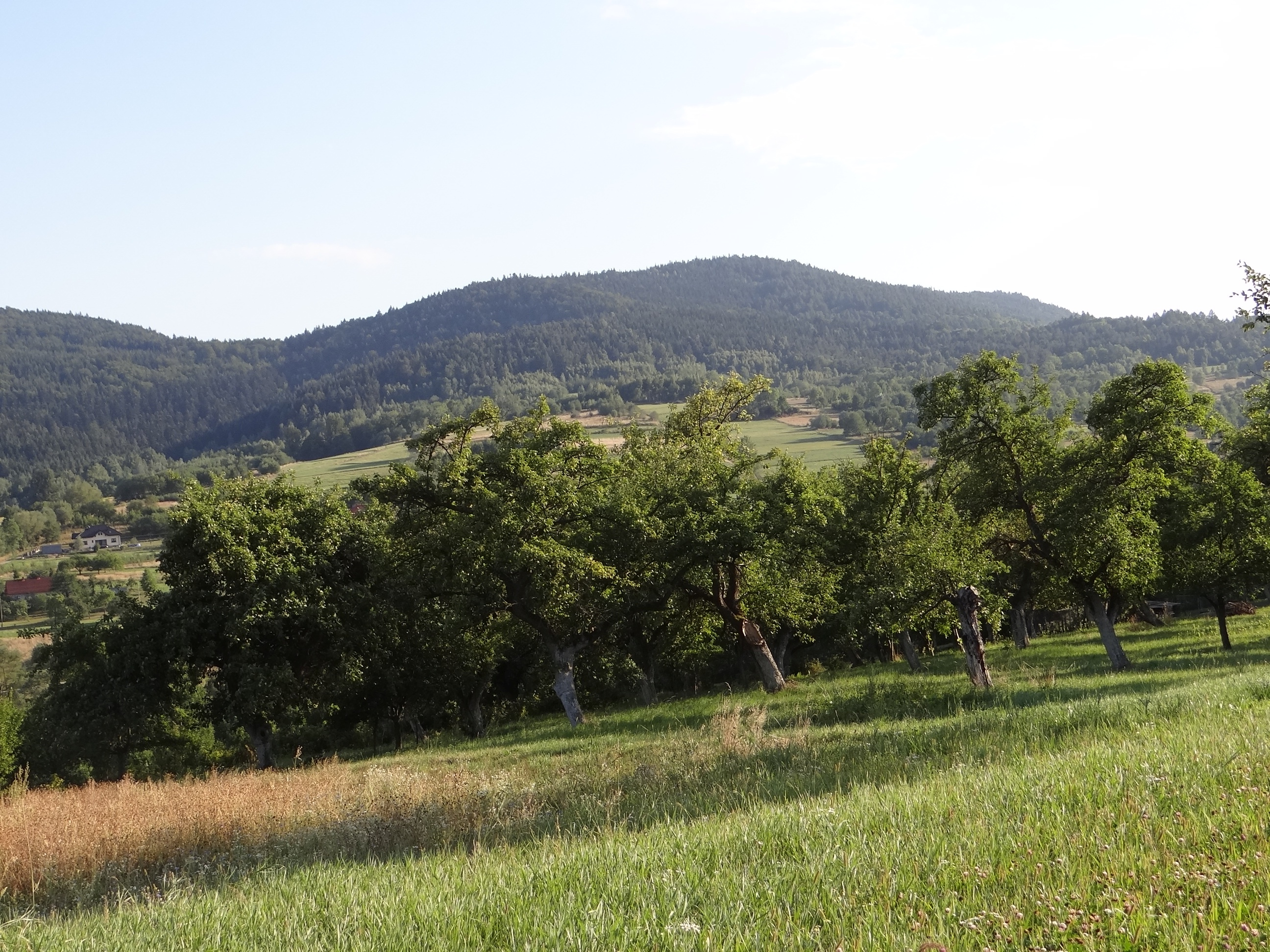
Żurawnica i przełęcz Carchel

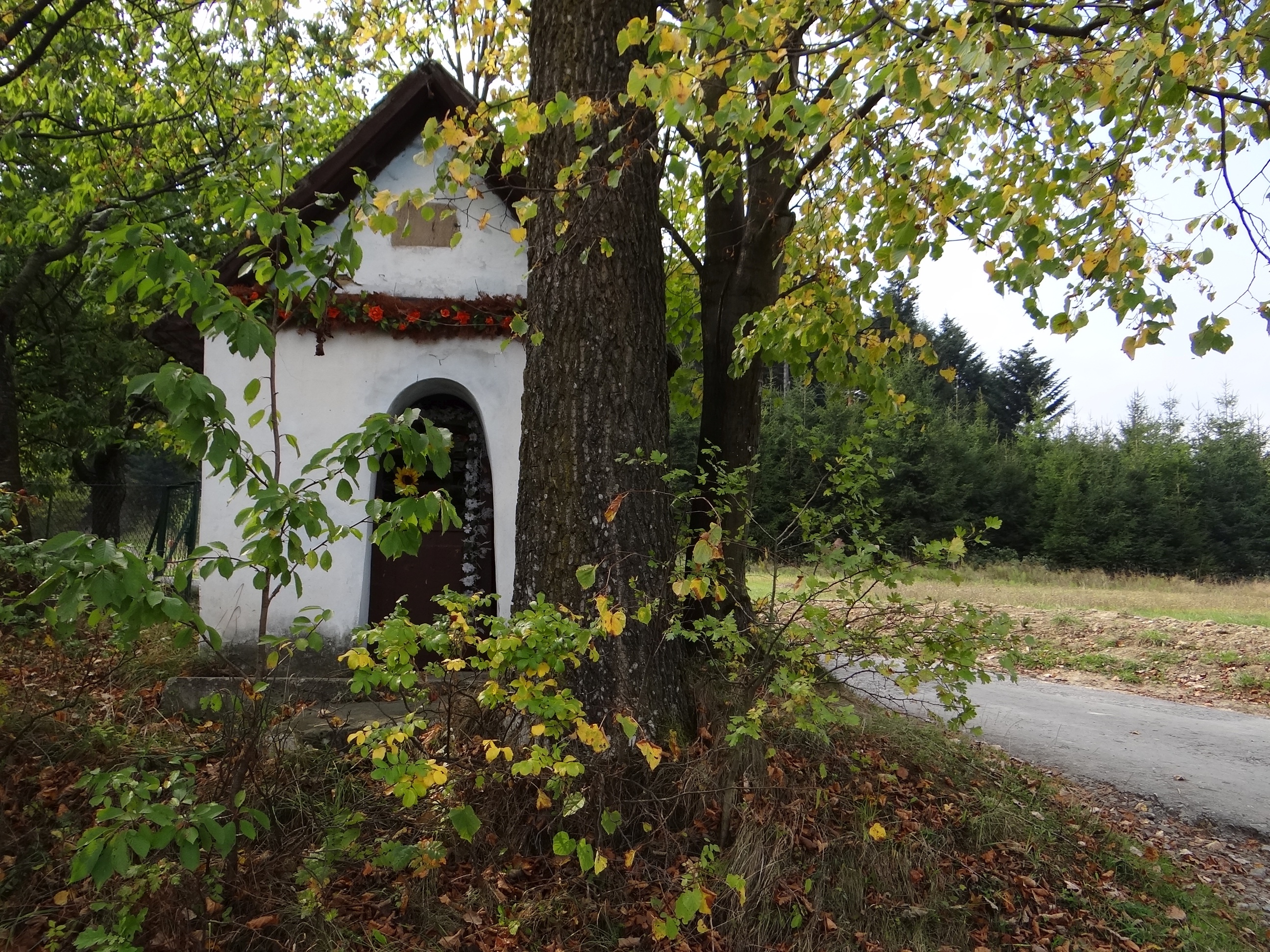
Kapliczka przy niebieskim szlaku

Grupa Żurawnicy – w regionalizacji fizycznogeograficznej Polski według Jerzego Kondrackiego najbardziej na południowy wschód wysunięta część Beskidu Małego, w nowszej regionalizacji z 2018 roku zaliczana do Pasm Pewelsko-Krzeszowskich.
Grupa Żurawnicy zajmuje mniej więcej prostokątny teren pomiędzy doliną Skawy na wschodzie, Kocońki, Lachówki i Stryszawki na południu, Targoszówki na zachodzie oraz Tarnawki na północy. Najwyższym szczytem jest Żurawnica (727 m).
W głównym grzbiecie w kolejności od zachodu na wschód znajdują się: Żurawnica (727 m), przełęcz Carchel (632 m), Gołuszkowa (715 m), Góra Żmijowa (591 m), Prorokowa Góra (584 m), Bacowskie Wierchy (540 m) i Jasień (ok. 505 m). Po południowej stronie tego pasma, między potokami Ustrzyzna i Błądzonka znajduje się kilka niższych wzniesień: Góra Pietyrowa (459 m) i Lipska Góra (625 m), a na wschód, po drugiej stronie potoku Ustrzyzna Kapalówka, Kukowska Gajka (595 m), Capia Górka (622 m), Góra Sołowa (532 m) i Wierchy (580 m).
Grupa Żurawnicy mimo niedużej wysokości jest atrakcyjna turystycznie. Prowadzi nią kilka szlaków turystycznych. Z wielu ich miejsc rozciągają się panoramy widokowe, na szlakach są polanki i kapliczki. Wzdłuż głównego grzbietu ciągnie się pas wychodni skalnych zwanych Kozimi Skałami.
Szlaki turystyczne
 Mały Szlak Beskidzki na odcinku: Krzeszów – stoki Żurawnicy – przełęcz Carhel – Gołuszkowa – Żmijowa Góra – Prorokowa Góra – Zembrzyce
 Sucha Beskidzka – Lipska Góra – przełęcz Lipie – Gołuszkowa – przełęcz Carhel – Żurawnica – Krzeszów
 (szlak widoków) Stryszawa – dolina potoku Ustrzyzna – Krzeszów